# Miley Stewart
Miley Stewart este personajul principal din serialul Hannah Montana și este interpretat de Miley Cyrus alături de actorii Emily Osment și Mitchell Musso Miley Stewart este o adolescentă care duce o viață dublă fiind Miley Stewart ziua și Hannah noaptea.